# Metge Fortuny
El Metge Fortuny, del qual se'n desconeix el nom i la data de naixement, va ser un metge català, nascut a Reus probablement a finals del segle xvi, i que va exercir en aquella ciutat.
El coneixem pel que en diu Andreu de Bofarull, i després d'ell Gras i Elies i Ramon Amigó. Se sap que el 1624 van ser contractats ell i el doctor Pàmies per l'ajuntament de la ciutat per donar assistència als malalts de l'hospital. El lletrat senyor Pedret va demanar recursos per a atendre els malalts, i l'ajuntament, que donava assistència gratuïta, va contractar els dos metges amb un sou fix i va destinar unes partides per millores de l'edifici.
El metge Fortuny era una persona molt coneguda a la vila, "uno de los representantes populares de más nombradía" diu Bofarull. El 4 de setembre de 1636 va ser assaltat i assassinat davant de casa seva per uns malfactors, que van pujar al seu pis a buscar diners, però sembla que no en van trobar. La seva mort va ser molt plorada, i el consell municipal va oferir fortes sumes de diners i immunitat al qui denunciés els assassins, però no es va arribar mai a resoldre el crim.
El Consell, per a honorar la seva memòria, va posar el seu nom al carrer on vivia i on havia mort, el carrer del Metge Fortuny, que abans se'n havia dit de Castellví i també de La Fleca, on hi havia la fleca del comú, i on després s'instal·là la llibreria i papereria La Fleca de Joan Grau Gené. Amigó diu que el 1623 ja vivia en aquell carrer. El carrer del Metge Fortuny, que conserva encara aquest nom, va des de la plaça del Mercadal fins al carrer d'Aleus.